# Герметизм (поезія)
Герметизм (італ. Ermetismo) — модерністська течія в італійській поезії 1920-1950-х років, яка спиралася на принципи «закритого», ізольованого від світу мистецтва.

## Особливості
Для італійського герметизму характерна настанова на максимальне виявлення символічних можливостей поетичного слова, що має закарбувати в собі й передати читачеві найширші контексти зовнішнього та внутрішнього світів навіть тоді, коли окреме слово подається поза звичним логічним зв'язком і прикметами реальності. Звідси — труднощі сприймання «герметичного» твору, позаяк — унаслідок своєї багатозначності — він припускає відразу кілька тлумачень і нерідко загалом не підлягає осягненню в межах традиційної логіки.
Італійський герметизм розвиває традиції школи Парнасців та французького символізму (Артюр Рембо, Стефан Малларме, Поль Валері). 
У ширшому значенні слова "герметичною" називають також лірику інших народів, яка має згадані вище особливості, як, наприклад, лірика Пауля Целана. 
Елементи герметичної лірики в українській літературі можна простежити від 20-х років минулого століття, особливо близькими до герметизму були деякі автори покоління шістдесятників та вісімдесятників (Микола Воробйов, Віктор Кордун, Олег Лишега), а також окремі представники Нью-Йоркської групи (Роман Бабовал, Юрій Тарнавський, Емма Андієвська).

## Представники
Серед італійських поетів-герментистів можна назвати насамперед такі імена:
- Массімо Бонтемпеллі
- Умберто Саба
- Альфонсо Ґатто
- Леонардо Сінісґаллі
- Вітторіо Серені
- Джузеппе Унґаретті
- Еудженіо Монтале
- Сальваторе Квазімодо

Двоє з поетів-герметистів, Еудженіо Монтале та Сальваторе Квазімодо, були удостоєні Нобелівської премії з літератури.